# Fjällantennmal
Fjällantennmal (Cauchas breviantennella) är en fjärilsart som beskrevs av Nielsen och Roland Johansson 1980. Fjällantennmal ingår i släktet Cauchas, och familjen antennmalar. Enligt den finländska rödlistan är arten akut hotad i Finland. Enligt den svenska rödlistan är arten sårbar i Sverige. Arten förekommer i Övre Norrland. Artens livsmiljö är fjällklippor, block- och stenmarker.